# Orgasmo
Orgasmo to austriacki projekt taneczny założony pod koniec lat 90 przez Güntera Kunza (DJ Maximum) i Michaela Kotonskiego (Mr. Beat).
Utwory Orgasmo zostały wyprodukowane przez zespół produkcyjny "Beat Box" pod kierownictwem Michaela Kotonskiego.
Pierwszy singiel House 6 stał się klubowym hitem w Austrii i osiągnął 14 miejsce na listach przebojów. Szczególną popularnością cieszyły się remiksy DJ R.P.M. W Wiedniu powstał duży FanKlub grupy, którego adres został opublikowany w następnym numerze Orgasmo Beats.

## Dyskografia
- 1998: House 6 (EMI Austria)
- 1998: Orgasmo Beats (EMI Austria)
- 1999: Sample My Bumbum (EMI Austria)
- 2000: Sex 4 Money (EMI Austria)
- 2002: House S6X We Are Back (EMI Austria)
- 2015: I'm Too Horny (Orgasmo Reload)